# Herb Torunia
Herb Torunia – jeden z symboli miejskich Torunia w postaci herbu. Przedstawia on anioła w błękitnej szacie, który trzyma złoty klucz oraz tarczę, przedstawiającą czerwone mury miejskie z blankowaniem oraz trzema basztami jednakowej wysokości.
W 1936 roku zarządzeniem Ministra Spraw Wewnętrznych przyjęto herb Torunia, opisany w następujący sposób: W polu srebrnem mury miejskie czerwone o trzech basztach jednakowej wysokości. W basztach bocznych po jednem oknie. Otwory okien - czarne. W murze brama ze złotemi podwojami, jedna połowa podwoi otwarta, okucie na podwojach srebrne; w otwartej połowie bramy brona srebrna podniesiona. Otwór bramy czarny. Tarczę herbową trzyma klęczący anioł w szacie błękitnej, ze skrzydłami srebrnemi. Włosy anioła czarne, twarz i ręce barwy naturalnej.